# Herts Baseball Club
Uniformes
Le Herts Baseball Club est un club britannique de baseball basé à Hemel Hempstead (Hertfordshire) en Angleterre. Créé en 1996, le club évolue en National League, la première division britannique, depuis la saison 2009. L'équipe fanion se nomme Herts Falcons ; les équipes réserves portent les noms de Eagles, Hawks et Raptors.

## Histoire
Créé en 1996 sous le nom de Bushey Falcons, le club remporte le titre de champion de AAA (D2 britannique) en 2008 et est promu en National League, la première division britannique, en 2009. À l'occasion de sa première saison au plus haut niveau national, Herts ne signe aucune victoire pour 24 défaites. Le club est maintenu en raison du passage de cinq à huit clubs de la National League.
En 2010, les Falcons terminent septièmes sur huit en poule unique avec 9 victoires pour 19 défaites.

## Palmarès
- Champion AAA (D2) : 2008.
- Vice-champion AAA (D2) : 2007.